# بلدة ميد (مقاطعة ماسون)
ميد، مقاطعة ماسون (بالإنجليزية: Meade Township, Mason County, Michigan)‏ هي بلدة تقع بولاية ميشيغان في الولايات المتحدة. تبلغ مساحتها 97.5 (كم²)، وترتفع عن سطح البحر 214 م، بلغ عدد سكانها 287 نسمة في عام تعداد الولايات المتحدة 2000 حسب إحصاء مكتب تعداد الولايات المتحدة وتصل الكثافة السكانية فيها 3 نسمة/كم2.

## وصلات خارجية
- The US50 - Cities and Towns in Michigan State
- Michigan Cities and Towns, Facts, Map, Flag, Colleges, Government, and More